# Abu-r-Rabí Sulayman
Abu-r-Rabí Sulayman (àrab: أبو الربيع سليمان, Abu r-Rabīʿ Sulaymān) fou un efímer valí de Mayurqa que succeí Mubàixxir Nassir-ad-Dawla durant la ràtzia pisano-catalana (1114-1115). Fou fet presoner per les tropes cristianes i portat a Pisa, on morí. El Liber Maiolichinus l'anomena Burabe.